# Villa Langer

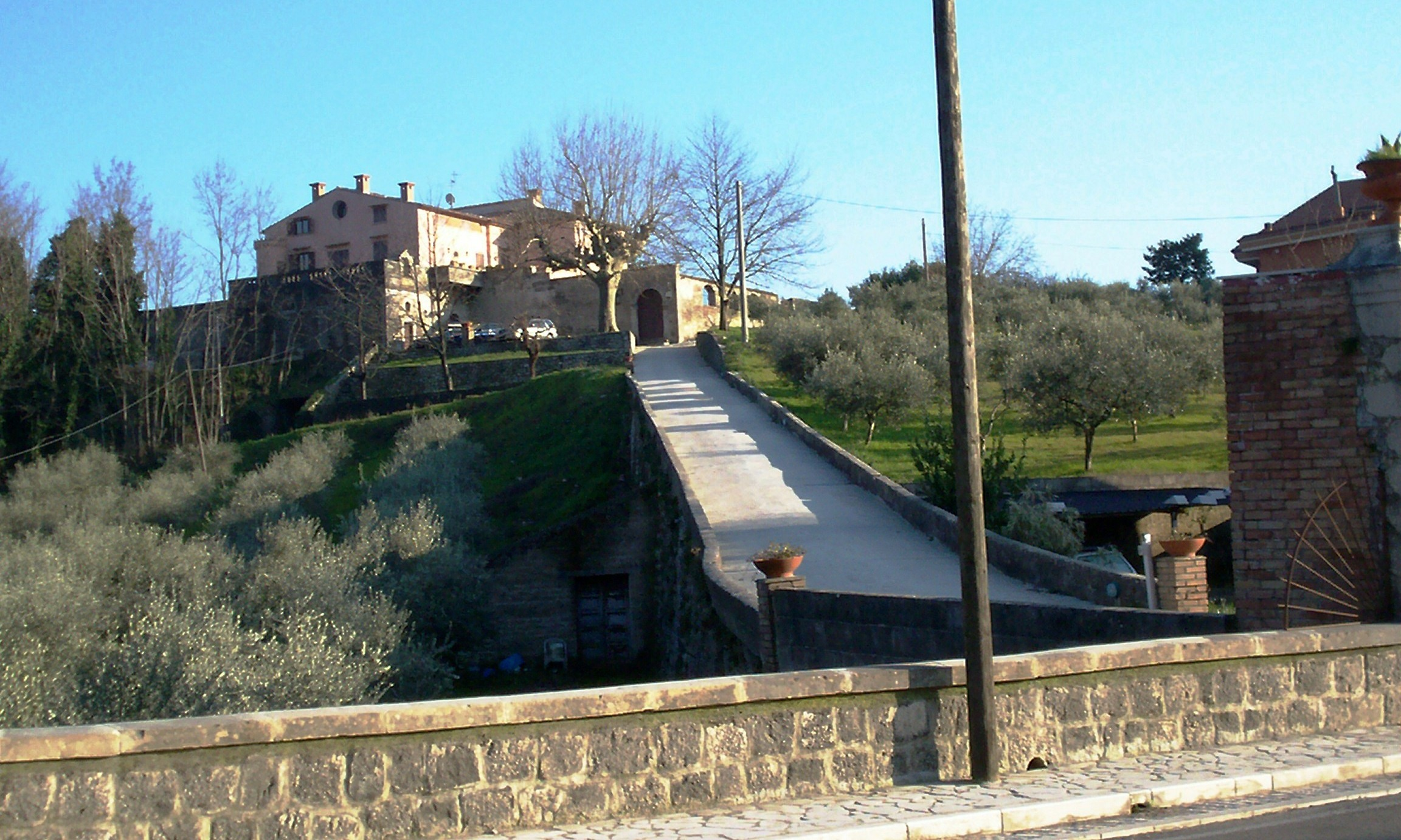
La villa vista dalla strada provinciale.

La Villa Langer è una villa situata in località ponte di corno in Cerreto Sannita.

## Storia
L'edificio venne costruito per volere di Andrea Salvatore, facoltoso commerciante di panni lana e pioniere della costruzione della Collegiata di San Martino nel nuovo centro abitato, a seguito del terremoto del 5 giugno 1688.
Il Salvatore nel 1741 acquistò il terreno allo scopo di edificare una chiesa dedicata a Sant'Andrea Apostolo con annessa masseria che ben presto venne trasformata in villa rustica. Sull'architrave della cappella venne posta la scritta:
DIVO ANDREAE APOSTOLO SACELLUM HOC ANDREAS SALVADORE FUNDAVIT. A.D. MDCCXLI.
La trasformazione in villa avvenne entro il 1752 anno in cui il Salvatore vi dettò testamento. Alla sua morte venne ereditata dal nipote, il poeta Andrea Mazzarella che vi morì nel 1823.
L'edificio ed il territorio circostante venne venduto nel 1845 a don Michelangelo Grillo per 2.500 ducati per poi passare agli Ungaro, ai Langer ed ai Del Vecchio.